# 异戈螽属
异戈螽属（学名：Allogrigoriora）为螽斯科的一个属。

## 下属物种
本属包括以下物种：
- 隆线异戈螽 Allogrigoriora carinata Wang & Liu, 2018